# The Unexpected Bath (film, 1900)
Pour les articles homonymes, voir The Unexpected Bath.
 (juillet 2025).
Pour plus de détails, voir Fiche technique et Distribution.
The Unexpected Bath est un film de Georges Méliès sorti en 1900 au début du cinéma muet.